# Союз 32
Союз 32 е съветски пилотиран космически кораб, който извежда в Космоса третата основна експедиция на орбиталната станция Салют-6.

## Екипажи

### При старта

#### Основен
- Владимир Ляхов (1) – командир
- Валерий Рюмин (2) – бординженер

#### Дублиращ
- Леонид Попов – командир
- Валентин Лебедев – бординженер

### При приземяването
Корабът е без екипаж.

## Параметри на мисията
- Маса: 6800 кг
- Перигей: 198,4 (304,5) km
- Апогей: 274,3 (332,4) km
- Наклон на орбитата: 51,61°
- Период: 89,94 (90,63) мин

## Програма
По време на престоя си в орбиталната станция космонавтите приемат три товарни кораба „Прогресс-5, −6 и −7“. С тях на борда на станцията са доставени гориво, кислород, вода и други материали. По време на полета космонавтите извършват наблюдения с 10 метров радиотелескоп. След края на експриментите с него, на 15 август космонавтите излизат в открития космос в продължение на 1 час 23 минути за демонтиране на телескопа.
По време на полета се планирало скачване на кораба Союз 33 с първия български космонавт на борда. Скачването не се осъществява заради проблем в основния двигател на космическия кораб. Планът е посетителската експедиция да се завърне на Земята с кораба „Союз 32“, а с кораба „Союз 33“ да се завърне основната експедиция. Ресурсът на кораба „Союз 32“ е за около 90 денонощия, които изтичат на 26 май. За замяна на „Союз 32“, на 6 юни е изстрелян корабът Союз 34 без екипаж, на който космонавтите Ляхов и Рюмин се завръщат на Земята.
На 13 юни корабът „Союз 32“ в безпилотен режим успешно се завръща на земята. На борда му се намират част от резултатите от изследванията на основния екипаж.
Екипажът поставя нов рекорд за продължителност на престоя в космоса – 4200 часа и 36 минути (175 денонощия и 36 минути). Валерий Рюмин поставя нов рекорд за обща продължителност на престоя в космоса за два полета – 4249 часа 22 минути (177 денонощия 1 час 22 минути).

### Космическа разходка
| № | Участници                    | Начало                   | Край                     | Продължителност   |
| - | ---------------------------- | ------------------------ | ------------------------ | ----------------- |
| 1 | Валерий Рюмин Владимир Ляхов | 15 август 1979 14:16 UTC | 15 август 1979 15:39 UTC | 1 час и 23 минути |